# エリック・マッカーサー
エリック・マッカーサー（McArthur Eric, 1968年〈昭和43年〉8月23日 - ）は、日本の元バスケットボール選手。アメリカ合衆国出身。現役時代のポジションはセンター兼フォワード。元バスケットボール男子日本代表。

## 来歴・人物
カリフォルニア大学サンタバーバラ校を卒業後、CBAを経て1991年に来日し、日本鋼管に入団。その後、大和証券、ボッシュを経て2001年よりアイシンシーホースに所属し、タイトルに貢献した。
学生時代に大学選抜チームの一員として選ばれ、ゲイリー・ペイトンとプレイしている。また、NBAのドラフトに名前が挙がっていたにもかかわらず、来日した。
1995年に日本人女性と結婚し、2000年に日本国籍を取得した。2006年、カタールアジア大会男子バスケットボール代表チームのメンバーに選出される。2007年をもって現役引退。
ノンフィクション作品『ファイブ』の主要人物の1人である。

## 家族
長男のエリック・マッカーサー・ジュニアもB3リーグの岩手ビッグブルズに所属するプロバスケットボール選手。
長女のアイリス・ジョイ・マッカーサーは陸上競技のハンマー投選手（日本記録保持者）。
次女のマヤ・ソフィア・マッカーサーも年代別女子日本代表選出歴のあるバスケットボール選手。